# Nieuwe Kerk d'Amsterdam
Pour les articles homonymes, voir Nieuwe Kerk.
La Nouvelle église d'Amsterdam (en néerlandais : Nieuwe Kerk van Amsterdam) est une église d'Amsterdam de style gothique dont la construction commence en 1408. Elle se situe au cœur de la capitale néerlandaise, dans le centre-ville, sur la place du Dam, la place principale de la ville, à proximité immédiate du palais royal d'Amsterdam. Elle est l'église nationale des Pays-Bas, où se marient Guillaume-Alexandre et Máxima Zorreguieta en 2002, mais aussi un lieu majeur d'expositions d'Amsterdam.

## Situation
La Nieuwe Kerk se situe dans le coin nord-ouest du Dam dans le quartier du Nieuwe Zijde (« Nouveau Côté ») à Amsterdam.

## Histoire
En 1408, l'évêque d'Utrecht reçoit l'autorisation de créer une seconde église paroissiale à Amsterdam. En effet, la Oude Kerk (la vieille église) semblait trop petite pour accueillir la population amstellodamoise. Ainsi, Willem Eggert (1360-1417), un très riche marchand de la ville, offrit à l'évêché un verger et une forte somme d'argent afin de financer la construction de la nouvelle église, ainsi nommée pour la distinguer de la première. L'église de style gothique, courant artistique qui prédominait l'Europe à l'époque, devait alors être consacrée à la Vierge et à sainte Catherine. 
La construction de l'église fut achevée à l'époque où la Renaissance commençait à détrôner le style gothique du Moyen Âge. La principale source d'inspiration était la cathédrale d'Amiens. L'église est endommagée à plusieurs reprises par des incendies, en 1421 et en 1452. 
Mais l'aspect actuel de l'église est assez loin du style gothique initial. En effet, l'Altération de 1578 a provoqué de grandes modifications. L'église qui était auparavant affectée au culte catholique fut dès lors consacrée comme les autres églises d'Amsterdam au culte protestant d'inspiration calviniste, le catholicisme ayant été, depuis cette année-là, proscrit au sein de la ville. La communauté néerlandaise réformée (d'obédience calviniste) avait alors dépouillé les églises du pays de leurs différentes décorations (statues, peintures murales, vitraux...) pour marquer la rupture avec l'ère catholique. Ainsi, on déplaça le centre liturgique de la Nieuwe Kerk vers la nef. Le style gothique s'imposa très rapidement dans une église qui demandait réparations puisqu'un incendie la dévasta en 1645. On construit alors un grand buffet d'orgue en 1645, épargné de l'incendie parce qu'en cours d'assemblage chez le facteur d'orgues, une immense chaire en 1648 ainsi qu'une grille. Anthoni van Noordt s'y illustra comme organiste de 1664 à 1673.
Le Nieuwe Kerk devint aussi un lieu d'inhumation des grands héros de la marine hollandaise comme l'amiral Michiel de Ruyter, le commodore Jan van Galen et le capitaine Jan van Speijk. Le poète et dramaturge Joost van den Vondel est aussi enterré là.
En 1808, quand l'hôtel de ville devient, sur l'initiative de Louis Bonaparte le palais royal, la Nieuwe Kerk devient l'église nationale du royaume des Pays-Bas.

## Utilisation
Cette église est le lieu des investitures des souverains des Pays-Bas. Les reines Wilhelmine, Juliana, Béatrix et le roi Willem-Alexander y ont été intronisés. Le 2 février 2002, ce dernier, alors prince héritier des Pays-Bas, s'y est marié avec Máxima Zorreguieta Cerruti.
La Nieuwe Kerk est aussi l'un des principaux centres d'exposition d'Amsterdam. En effet, chaque année, environ 100 000 visiteurs pénètrent dans l'église. Les expositions sont généralement consacrées aux thèmes des cultures et religions dans le monde. Il y a ainsi eu des expositions sur le Maroc (2004-2005), l'été dans l'église (2005, 2008 et 2009), l'Indonésie (2005-2006), la mode DNA (2006), Istanbul (2006-2007), le Héros (2007), l'Afghanistan (2007-2008), Oman (2009-2010), etc.
L'église accueille également des récitals d'orgues et de nombreux concerts.

## Personnalités inhumées
L'église abrite les tombeaux de personnalités comme l'amiral Michiel de Ruyter, Johan van Galen et Joost van den Vondel.